# Notacanthus
Notacanthus es un género de peces notacantiformes de la familia Notacanthidae.

## Especies
Se reconocen las siguientes especies:
- Notacanthus abbotti
- Notacanthus bonaparte
- Notacanthus chemnitzii
- Notacanthus indicus
- Notacanthus sexspinis
- Notacanthus spinosus